# The Masked Marauders
The Masked Marauders is een album uitgegeven door Warner Bros. onder het label Reprise/Deity in het najaar van 1969. Van de opname werd beweerd dat het een vastgelegde "supersessie" van toonaangevende rock-'n-roll-muzikanten uit dat tijdperk was. Onder hen zouden zich Bob Dylan, Mick Jagger, John Lennon en Paul McCartney bevinden. Geen van hen werd op de hoes genoemd, zogenaamd vanwege contractuele afspraken met hun platenmaatschappijen, maar een recensie vooraf in Rolling Stone magazine op 18 oktober 1969 onthulde de sterrenline-up. Tegen de tijd dat het album in de platenzaak verkrijgbaar was was het al bijna een legende.

## Rolling Stonespoof
In werkelijkheid was The Masked Marauders een hoax verzonnen door Greil Marcus, redacteur van Rolling Stone. Onder het pseudoniem T.M. Christian (een verwijzing naar het boek The Magic Christian van Terry Southern) schreef Marcus in samenwerking met recensent Bruce Miroff een ironische recensie van een fictief dubbel bootleg album. De recensie was bedoeld als een parodie op de "supergroep"-trends (Crosby, Stills, Nash and Young, Blind Faith en Led Zeppelin) en was onder andere geïnspireerd door Great White Wonder, een dubbelalbum van niet-uitgegeven opnames van Bob Dylan.
Veel lezers namen de recensie echter serieus, ondanks de duidelijke grappen:
- "Het album, geproduceerd door Al Kooper, werd met vlekkeloze geheimhouding opgenomen in een klein stadje in de buurt van de locatie van de originele Hudson Bay Colony in Canada."
- "De lp vangt aan met een achttien minuten durende versie van 'Season of the Witch' (lead vocals door Dylan, waarop hij een prachtige imitatie van de vroege Donovan doet). Het einde wordt gemarkeerd door een geweldige jam tussen bas en piano, beide gespeeld door Paul McCartney."
- "Dylan schittert op de derde kant met zijn nieuwe diepe basstem met 'Duke of Earl'"
- "Paul demonstreert zijn favoriete nummer, 'Mammy', en hoewel zijn optreden vrijwel niet te onderscheiden is van Eddie Fishers versie is het toch zeer krachtig, beeldend en inderdaad prachtig. En dan zeggen ze dat een blanke jongen niet de blues kan zingen!"
- "Het kan echt gezegd worden dat dit album meer is dan een manier van leven, het is leven."

## Opnames en contract
Bij Rolling Stone groeide het aantal vragen over de beschikbaarheid van het album, niet alleen van fans en handelaren, maar naar verluidt ook van Allen Klein, manager van de Beatles en Rolling Stones, en Albert Grossman, manager van Bob Dylan. De reacties leidde tot het tweede deel van de hoax: het album zelf. Marcus en Langdon Winner, redacteur bij Rolling Stone, rekruteerden de Cleanliness and Godliness Skiffle Band, een groep uit Berkeley die het jaar daarvoor een album had uitgebracht bij Vanguard Records en regelmatig in The Fillmore Auditorium en Avalon Ballroom speelde. De groep nam aanvankelijk drie van de in de recensie genoemde liedjes op: het door Nashville Skyline geïnspireerde instrumentale "Cow Pie", Jagger met "I Can't Get No Nookie" en Dylans "Duke of Earl".
Nadat de nummers door radio-omroepen in San Francisco en Los Angeles waren uitgezonden begonnen de grappenmakers te kijken naar de mogelijkheid om het album te laten maken door een van de grotere platenlabels. Verschillende platenmaatschappijen lieten weten interesse te hebben, maar Warner Bros. won de productierechten met een aanbod van $15.000 voorschot en een aanzienlijke promotiekracht. In november 1969 gaf Warner The Masked Marauders uit als een single lp op het nieuwe Deity label. Het album prijkte twaalf weken op de Billboard charts, met als hoogste plaats #144 en verkocht meer dan 100.000 exemplaren. "Cow Pie" wist een week op plek #134 van de Bubbling Under Hot 100 Singles te staan.

## Origineel en follow-releases
Om kopers (zij het nadat ze het album gekocht hadden) een hint met betrekking tot de grap te geven voegde Warner een kopie van de Rolling Stone recensie en een column van criticus Ralph J. Gleason, medeoprichter van Rolling Stone, uit de San Francisco Chronicle aan het album toe. Gleason vond het ongelooflijk dat er mensen waren die de recensie geloofden en noemde de grap een "heerlijk beetje instant mythologie." De laatste track, "Saturday Night at the Cow Palace", maakte ook duidelijk dat het album als grap bedoeld was. Deze track bevatte een losbandige monoloog van een klant die zo verontwaardigd is over het feit dat hij in de hoax getrapt is dat hij zweert: "Als ik met die mensen bij Deity Records klaar ben zullen ze het gebouw in vaten verlaten."
In 2003 kwam Rhino Records onder het label Handmade met een nieuwe versie van het album onder naam The Masked Marauders - The Complete Deity Recordings. Hiervan werden 2.000 exemplaren verkocht. De line-up is dezelfde als die op de originele lp, op de bonus tracks van de singles "I Can't Get No Nookie" en "Cow Pie" na. De titel van de re-release bevatte weer een nieuwe grap: het album was Deity's enige opname. Deity Records werd namelijk als onderdeel van de grap door Warner Bros. opgericht, zodat de uitgever overeen zou komen met de platenmaatschappij die in de Rolling Stone recensie genoemd werd.

## Tracklist
| Nr. | Titel                                                                                   | Duur |
| --- | --------------------------------------------------------------------------------------- | ---- |
| 1.  | I Can't Get No Nookie (Stemmen door een Mick Jagger imitator)                           | 5.29 |
| 2.  | Duke of Earl (Stemmen door een Bob Dylan imitator)                                      | 3.21 |
| 3.  | Cow Pie (Voornamelijk instrumentaal, met af en toe de stem van een Bob Dylan imitator.) | 2.18 |
| 4.  | I Am The Japanese Sandman                                                               | 3:45 |
| 5.  | The Book Of Love                                                                        | 2.21 |

| Nr. | Titel | Duur  |
| --- | --- | ----- |
| 1.  | Later (Gaat verder op "The Book Of Love") | 1:11  |
| 2.  | More or Less Hudson's Bay Again | 3:31  |
| 3.  | Season of the Witch (Stemmen van Mick Jagger en Bob Dylan imitators) | 10:13 |
| 4.  | Saturday Night at the Cow Palace (Een gesproken monoloog boven op een pianoversie van "Cow Pie", met een misnoegde stem die het album profaan als een "rip-off" aan de kaak stelt.) | 1:30  |

| Nr. | Titel                 | Duur |
| --- | --------------------- | ---- |
| 1.  | I Can't Get No Nookie | 5:02 |
| 2.  | Cow Pie               | 2:18 |

## Muzikanten
Zoals weergegeven op de re-release van Rhino Records:
- Langdon Winner: piano en achtergrondzang
- Annie "Dynamite" Johnson: zang en percussie
- Phil Marsh: zang en gitaar
- Brian Voorheis: zang, gitaar en harmonica
- Vic Smith: bas
- Anna Rizzo: drums
- Mark "The Fox" Voorheis: drums en zang op "Saturday Night at the Cow Palace"
- Gary Salzman: lap steel
- Allen Chance: zang op "More or Less Hudson's Bay Again"